# 南部省 (黎巴嫩)
南部省（阿拉伯语：‎）是黎巴嫩西南部的一個省份，位於地中海沿岸，南鄰以色列。面積929.6平方公里，1997年人口472,105人。首府為濱海城市賽達。下分3區。